# Francesco Bellissimo
Francesco Bellissimo (ベリッシモ・フランチェスコ- Bellissimo Francesco), (Roma, 3 de janeiro de 1979),é um chef de cozinha,ator,celebridade da internet e personalidade televisiva do Japão.

## Lista de trabalhos

### Televisao
- Sekai Kurabetemitara (Tokyo Broadcasting System)[3]
- Osama no brunch (Tokyo Broadcasting System)
- Sekai fushigi hakken! (Tokyo Broadcasting System)
- Sekai no minna ni kiitemita (Tokyo Broadcasting System)
- Handsome Kitchen (Fuji Television)[4]
- Men's Italian - NonStop!(Fuji Television)
- Waratte Iitomo! (Fuji Television)[5]
- Wagamama!Kimama!Tabikibun (BS-Fuji)[6]
- GakkoChakkoTV (Akita Television)
- Konnichiwa Itto6ken (NHK)
- Kitchen ga hashiru! (NHK)
- One Seg Lunch Box Raku Gohan (NHK)
- Junbanmachi no Ryorikyoshitsu (LaLa TV)[7]
- Uchigohan (TV Asahi)[8]
- Eko no Saho (TV Asahi)[9]
- Shikamo!! (Nippon Television)[10]
- Sekai banzuke (Nippon Television)[11]
- Bara iro Dandi (Tokyo Metropolitan Television)[12]
- Goji ni Muchu(Tokyo Metropolitan Television)[13]

## Telenovelas
- Kyō wa Kaisha Yasumimasu.(Fuji Television)

## Obras
- Bellissimo, Francesco (2010). Ouchi de Itaria Gohan Berisshimo to oryōri dēto. Tokyo: Bunkasha. ISBN 978-4821142941
- Bellissimo, Francesco (2010). Sono Manma Obun Ryori. Tokyo: Shufunotomosha. ISBN 978-4072691335
- Bellissimo, Francesco (2012). Italian no Kihon to Oisha no Kotsu. Tokyo: Nittōshoinhonsha. ISBN 978-4528015050
- Bellissimo, Francesco (2013). Yidali shuai ge zhu chu dao ni jia : gan lan you jian kang liao li, 5 fen zhong YAMI shang cai. Taipei: Taibei Shi : Tai shi wen hua shi ye gu fen you xian gong si. ISBN 978-9863430032
- Bellissimo, Francesco (2014). Bijinesu pason no sasou gijutsu : Tecniche di comunicazione e relazione interpersonale per uomini d'affari. Tokyo: Diamond-sha. ISBN 978-4478026311
- Bellissimo, Francesco (2014). Berisshimo na Omotemeshi Itariashiki koi no shokujiho : Tecniche di cucina italiana per avere successo in amore. Tokyo: Shufutoseikatsusha. ISBN 978-4391146066
- Bellissimo, Francesco (2015). Jing dian yi da li mei shi 100 dao. Taipei: Taibei shi. OCLC 909245594

## Revistas
- Shuukan Shinchou (Shinchosha)
- "Nutrition and Cooking" (Kagawa Nutrition University)
- AMARENA (Fusosha Publishing)
- ESSE (Fusosha Publishing)
- SPA! (Fusosha Publishing)
- "ASCII Weekly" (ASCII Media Works)
- CanCam (Shogakukan)
- PRECIOUS (Shogakukan)
- Jyosei Seven (Shogakukan)
- BIteki (Shogakukan)
- S Cawaii! (SHUFUNOTOMO)
- Akachan Ga Hoshii (SHUFUNOTOMO)

Among others